# Налчан, Ашот Гедеонович
Ашо́т Гедео́нович Налча́н (10 января 1905, Тбилиси — январь 1972, Москва) — советский станкостроитель.

## Биография
С середины 1940-х гг. преподаёт в ВЗМИ — базовом вузе в системе заочного и вечернего образования в СССР. В начале 1950-х гг. организовывал преподавание станкостроительных дисциплин в Политехническом университете в Будапеште. Профессор, заведующий кафедрой «Металлорежущие станки и автоматы» ВЗМИ.
Автор ряда учебников по станкостроению. Написанный им учебник «Металлорежущие станки» переведён на японский язык в трёх томах (трижды — в 1965, 1966 и 1969 гг.).
Член КПСС.
Похоронен на Армянском кладбище в Москве.

## Труды
- Налчан А.Г. Металлорежущие станки. — М.: Машгиз, 1956. — 664 с. — 50 000 экз.
- Налчан А.Г. Металлорежущие станки. — М., 1962. — 179 с.
- Еникеев Х.М., Налчан А.Г. Часть 1. Кинематическая настройка металлорежущих станков // Металлорежущие станки / Под ред. А.Г.Налчана. — М.: Высшая школа, 1968. — 80 с. — 12 000 экз.
- Налчан А.Г., Никулина А.И. Часть 3. Кинематическая настройка металлорежущих станков // Металлорежущие станки / Под ред. А.Г.Налчана. — М.: Высшая школа, 1968. — 78 с. — 12 000 экз.
- Налчан А.Г. Часть 4. Кинематическая настройка металлорежущих станков // Металлорежущие станки. — М.: Высшая школа, 1968. — 104 с. — 12 000 экз.
- Налчан А.Г. Металлорежущие станки. Программа, методические указания, контрольные задания и указания к выполнению курсового проекта для студентов-заочников высших учебных заведения. — М.: Высшая школа, 1968. — 92 с. — 20 000 экз.
- Налчан А.Г. Часть 2. Токарно-затыловочные, карусельные станки, токарные полуавтоматы и автоматы, сверлильные, расточные, фрезерные станки и делительные головки // Металлорежущие станки. — М.: Высшая школа, 1969. — 112 с. — 15 000 экз.
- Налчан А.Г. Часть 4. Агрегатные станки, автоматические линии станков, программные управления станками и эксплуатация станков // Металлорежущие станки. — М.: Высшая школа, 1969. — 64 с. — 15 000 экз.
- Налчан А.Г. Часть 1. Общие сведения о металлорежущих станках, типовые детали и механизмы станков, гидроприводы и аппаратура управления гидроприводами станков, токарно-винторезные станки // Металлорежущие станки. — М.: Высшая школа, 1970. — 96 с. — 15 000 экз.
- Налчан А.Г. Часть 3. Резьбообрабатывающие, шлифовальные, зубообрабатывающие станки // Металлорежущие станки. — М.: Высшая школа, 1970. — 120 с. — 15 000 экз.